# Femina
Femina är en svensk månadstidning som givits ut sedan 1944 av Aller media. Tidningen är ett livsstilsmagasin för kvinnor med mottot Berör på djupet. Tar ytan på allvar. Målgruppen är kvinnor mellan cirka 20 och 70 år. Chefredaktör och ansvarig utgivare för Femina är Malin Roos.

## Historia
De första veckotidningarna, såsom Idun, kan sägas vara föregångare till de svenska livsstilsmagasinen. År 1944, startade Allers förlag en ny tidning med titeln Femina: med Allers mönster-tidning, en svensk variant av den tidning för kvinnor som Laura Aller startat redan år 1873. Den första chefredaktören för svenska Femina var Anna Bråve. Innehållet kretsade kring mode, heminredning, mat och relationer. Det första numret av Femina kom den 23 april 1944 och kostade 45 öre.

### Femina på 40-talet
Tidningens första chefredaktör stod ut. Hon vägrade publicera skvaller eller nyheter om kungligheter, och stod alltid på den mogna kvinnans sida. Under hennes chefskap publicerade man redan på 50-talet texter om varför mannen bör vara med under förlossningen och hon publicerade även den första sexualupplysningen i svensk press.

### Femina på 70-talet
I 70-talets Femina illustreras många noveller, omslag och reportage av det hyllade illustratören Jane Bark. Bland hennes alster för tidningen Femina syns hennes livsbejakande illustrationer som lyfter frågor om jämställdhet och kvinnokroppar så som de ser ut – på riktigt. I sin biografi beskriver Jane Bark själv Femina som följande: ”En damtidning för den mognare kvinnan, som engagerade sig i familj- och kvinnofrågor och undviker kändisskvaller.”

### Femina efter 00-talet
År 2019 flyttar Feminas redaktion från Malmö till Stockholm. Ny chefredaktör blir Åsa Liliegren. Fem år senare blir tidningens dåvarande reportagechef Malin Roos chefredaktör för tidningen.

#### Från papper till digitalt
Under 2010-talet startade Femina en sajt, Femina.se, som snabbt blev en av de större livsstilssajterna i Sverige. I sitt digitala univers finns uppmärksammade videoserier, bland andra Vad är grejen med, en serie med kulturjournalist Emma Gray Munthe, som nominerats till priser vid två tillfällen, och videopodden Klimaktet, som lyfter kvinnors kamp under klimakteriet. Sajten skriver även om ämnen som mode, skönhet och privatekonomi, med experter som skönhetsexperten Jessica Blockström och den erfarna nöjesjournalisten Aino Oxblod. Under 2020-talet har de även intervjuat kända personer som Magdalena Andersson under tiden hon var statsminister samt författaren Karl Ove Knausgård.

### Utgivningstakt
Mellan 1944 och 1945 gavs Femina ut varannan vecka. Därefter kom den ut en gång i veckan. År 1981 övergick tidningen till månadsutgivning men då under namnet Femina Månadens magasin. År 1997 återgick tidningen till det kortare namnet Femina. Sedan 2018 kommer tidningen ut fjorton gånger per år. 
Tidningen har gett ut serien Femina Special, som omfattar boken Julbakbok (1981) av Eva Reichel. År 2012 registrerade Aller media titeln Femina Hemma.

## Priser och utmärkelser
Femina har fått många priser för sin journalistik, bland annat Sveriges Tidskrifters pris Tidskriftspriset för Årets Omslag 2022. På omslaget syns Melinda Jacobs när hon håller i den lagbok där hon själv bidragit till flera lagförslag efter det att hennes fosterbarn Esmeralda gått bort, mer känt som fallet Lilla Hjärtat.
År 2022 vann Femina även Svenska SEO-priset inom kategorin nyheter, tidningar och tidskrifter. 
År 2023 vinner Femina Sveriges Tidskrifters pris Tidskriftspriset för Årets Rörligt 2023 för projektet BUP-upproret, där Femina granskade köerna till barn- och ungdomspsykiatrin.
År 2024 blir Femina historisk i Tidskriftsbranschen när man som enda tidning någonsin utnämns till både Årets Tidskrift Populärpress och tilldelas Sveriges Tidskrifters Stora Pris under ett och samma år.

## Feminas egna utmärkelser
Oscarinan var en utmärkelse som Femina började dela ut under 60-talet till svenska designers. Vinnarna valdes ut av en internationell jury och tilldelades en statyett i form av en naken kvinna med uppsatt hår, hållandes i ett tygstycke, skapad av skulptör Arne Sandström. 
År 2022 började Femina dela ut utmärkelsen Årets Feminista till kvinnor eller organisationer skapade av kvinnor. 

### Vinnare av Feminista 2022[32]
- Årets röst: Hanna Hellquist
- Årets mod: Hannah Dahlbäck
- Årets systerskap: Evin Ahmad och Gunilla von Platen
- Årets inspiratör: Efva Attling
- Årets förändrare: Amanda Ekström.

### Vinnare av Feminsta 2023[33]
- Årets röst: Nilla Fischer
- Årets mod: Louise Frank
- Årets inspiration: Deqa Abukar
- Årets systerskap: Camilla Läckberg
- Årets ikon: Suzanne Osten
- Hederspris postumt: Ing-Marie Wieselgren
- Lindex Award: Elin Rantatalo.

### Vinnare Feminista 2024[34]
- Årets ikon: Arja Saijonmaa
- Årets röst: Anna Vlasenko
- Årets systerskap: Eva Röse
- Årets förändrare: Anja Nordenfeldt, Mamma United
- Årets inspiration: Camilla Hamid
- Årets förebild: Tess Olofsson
- Lindex Award: Jenny Larsson.

### Vinnare Feminista 2025[35]
- Årets ikon: Marie Göranzon
- Årets mod: Elsa från Uppsala
- Årets systerskap: Luul Jama, organisationen Existera
- Årets inspiration: Emma Wiklund
- Årets röst: Melody Farshin
- Årets Feminista, Lindex Award: Ebba Andersson.

## Chefredaktörer
| Chefredaktör eller motsv.                          | Tid             |
| -------------------------------------------------- | --------------- |
| Anna Båve                                          | 1944:1–1947:23  |
| Anna Bråve                                         | 1947:24–1964:24 |
| Sven Gunnar Särman                                 | 1964:25–1972:5  |
| Sidney Grahn                                       | 1972:6–1974:33  |
| Boj Kewenter                                       | 1974:34–1975:9  |
| Marianne von Baumgarten                            | 1975:10–1976:23 |
| Karen Söderberg                                    | 1976:27–1977:20 |
| Stina Norling                                      | 1977:21–1977:44 |
| Olle Leino                                         | 1977:45–1979:19 |
| Gunilla Wesslau, Stina Norling, Carlösten Nordmark | 1979:21–1980:1  |
| Carlösten Nordmark, Gunilla Wesslau                | 1980:2–1981     |
| Stina Norling                                      | 1982-1995       |
| Marika Hemmel                                      | 1999            |
| Lisbeth Lundahl                                    | 2002–2007       |
| Ulrika Norberg                                     | 2007–2019       |
| Åsa Liliegren                                      | 2019–2024       |
| Malin Roos                                         | 2024–nuvarande  |

## I kulturen
Cornelis Vreeswijk har, på skivan I stället för vykort, dedikerat en låt till "damorganet" Femina.

### Fotnoter
1. 1 2 3  Femina, Libris 8267488
2. ↑  https://ocast.com/se/aller-media/products/1616/bilagor-and-varuprover/aktuella-upplagor-och-priser
3. ↑  Orvesto Konsument (print) 2022:2
4. ↑  Femina, Libris 3411521
5. ↑  ”LIBRIS - Femina :”. libris.kb.se. http://libris.kb.se/bib/3411521. Läst 1 november 2016.
6. ↑  Amanda, Strömberg,; Johanna, Waering,. Tre livsstilsmagasins omslag under 60 år : En studie om hur Damernas Världs, Feminas och Veckorevyns omslag har utvecklats från 1952 till 2012. Arkiverad från originalet den 3 november 2016. https://web.archive.org/web/20161103220101/http://sh.diva-portal.org/smash/record.jsf?pid=diva2:599707&dswid=9930. Läst 1 november 2016.
7. ↑  ”Om Femina”. Malin Roos. https://www.femina.se/om-oss. Läst 2 juli 2025.
8. ↑  Jais-Nielsen, Eva, Tidskriftsdesign, Ordfront, Stockholm, 2004, s. 189, citerad i Tre livsstilsmagasins omslag under 60 år: En studie om hur Damernas Världs, Feminas och Veckorevyns omslag har utvecklats från 1952 till 2012 Arkiverad 3 november 2016 hämtat från the Wayback Machine.
9. ↑  ”Kontakt | Femina”. www.femina.se. https://www.femina.se/kontakt. Läst 2 juli 2025.
10. ↑  ”Om Feminas historia”. Malin Roos Femina.se. https://www.femina.se/om-oss. Läst 2 juli 2025.
11. ↑  ”Om Femina”. www.femina.se. https://www.femina.se/om-oss. Läst 2 juli 2025.
12. ↑  ”Om Femina”. Malin Roos. https://www.femina.se/om-oss. Läst 2 juli 2025.
13. ↑  ”Anna Bråve dödsruna”. dn.se. 6 juli 1999. https://www.dn.se/arkiv/familj/dodsfall-anna-brave/. Läst 2 juli 2025.
14. ↑  ”Jane Barks självbiografi”. https://mogarts.se/. https://mogarts.se/produkt/boken-jane-barks-bilder-fran-femtiotalet-till-idag/. Läst 2 juli 2025.
15. ↑  ”Om Femina”. Femina.se. https://www.femina.se/om-oss. Läst 2 juli 2025.
16. ↑  ”Journalisten om Malin Roos”. Journalisten.se. 19 september 2024. https://www.journalisten.se/nytt-om-folk/malin-roos/. Läst 2 juli 2025.
17. ↑  ”Orvesto räckviddsmål”. Journalisten.se. 15 februari 2023. https://www.journalisten.se/nyheter/orvesto-konsument-flera-tidningar-nar-rekordrackvidd/. Läst 2 juli 2025.
18. ↑  ”Vad är grejen med nominerad till Tidskriftspriset”. https://sverigestidskrifter.se/. 1 oktober 2024. https://sverigestidskrifter.se/tidskriftspriset/alla-nominerade-i-tidskriftspriset-2024/. Läst 2 juli 2025.
19. ↑  ”Intervju med Magdalena Andersson i Femina”. Malin Roos femina.se. 2 juli 2022. https://www.femina.se/intervju/magdalena-andersson-i-personlig-intervju/8510069. Läst 2 juli 2025.
20. ↑  ”Intervju med Karl Ove Knausgård”. Femina.se. 3 mars 2024. https://www.femina.se/intervju/knausgard-om-nya-boken-den-stora-bonusfamiljen-och-nar-han-var-nara-att-do/10157312. Läst 2 juli 2025.
21. ↑  ”LIBRIS - Femina Månadens magasin”. libris.kb.se. http://libris.kb.se/bib/3615589?vw=full. Läst 1 november 2016.
22. ↑  ”LIBRIS - Femina”. libris.kb.se. http://libris.kb.se/bib/8267488?vw=full. Läst 1 november 2016.
23. ↑  ”Femina ökar från 12 till 14 nummer.”. Malin Roos. 27 december 2017. https://www.femina.se/livsstil/femina-okar-fran-12-till-14-nummer-under-2018-1/1741118. Läst 2 juli 2025.
24. ↑  ”LIBRIS - Julbakbok /”. libris.kb.se. http://libris.kb.se/bib/7645934. Läst 1 november 2016.
25. ↑  ”Aller reggar Femina-titel”. Dagens Media. http://www.dagensmedia.se/medier/tidskrifter/aller-reggar-femina-titel-6145905. Läst 1 november 2016.
26. ↑  ”Här är vinnarna av Tidskriftspriset 2022”. sverigestidskrifter.se. https://sverigestidskrifter.se/nyheter/har-ar-vinnarna-av-tidskriftspriset-2022/. Läst 21 november 2022.
27. ↑  ”My Newsdesk”. 14 oktober 2022. https://www.mynewsdesk.com/se/allermedia/pressreleases/aller-medias-varumaerken-femina-och-recept-dot-se-prisas-i-svenska-seo-priset-2022-3211026. Läst 2 juli 2025.
28. ↑  ”Femina Bupupproret”. Malin Roos. https://www.femina.se/bupupproret. Läst 2 juli 2025.
29. ↑  ”Sveriges Tidskrifter”. Sveriges Tidskrifter. 24 oktober 2024. https://sverigestidskrifter.se/tidskriftspriset/tung-dubbelvinst-for-femina-i-tidskriftspriset/. Läst 2 juli 2025.
30. ↑  ”Femina Om oss”. Malin Roos. https://www.femina.se/om-oss. Läst 2 juli 2025.
31. ↑  ”Därför och då instiftades Årets Feminista”. Malin Roos. 1 mars 2022. https://www.femina.se/kronika/malin-roos-darfor-instiftar-vi-utmarkelsen-arets-feminista/8191002. Läst 2 juli 2025.
32. ↑  ”Årets Feminista vinnare genom åren”. Malin Roos Femina.se. 21 maj 2025. https://www.femina.se/kultur/arets-feminista-alla-vinnare-genom-aren/10274272. Läst 2 juli 2025.
33. ↑  ”Feminista alla vinnare genom åren”. Malin Roos Femina.se. 21 maj 2025. https://www.femina.se/kultur/arets-feminista-alla-vinnare-genom-aren/10274272. Läst 2 juli 2025.
34. ↑  ”Årets Feminista alla vinnare genom åren”. Malin Roos, Femina.se. 21 maj 2025. https://www.femina.se/kultur/arets-feminista-alla-vinnare-genom-aren/10274272. Läst 2 juli 2025.
35. ↑  ”Årets Feminista vinnare 2025”. Malin Roos Femina.se. 9 juni 2025. https://www.femina.se/livsstil/dessa-6-kvinnor-tilldelas-arets-feminista-2025/10875879. Läst 2 juli 2025.
36. 1 2 3 4 5 6 7 8 9 10 11 12  ”LIBRIS - Femina :”. libris.kb.se. http://libris.kb.se/bib/3411521?vw=full. Läst 1 november 2016.
37. 1 2  ”Norberg ny chefredaktör på Femina”. www.resume.se. https://www.resume.se/alla-nyheter/nyheter/norberg-ny-chefredaktor-pa-femina/. Läst 24 november 2022.
38. ↑  ”Från Femina till filantropi: ”Vi gör skillnad, på riktigt””. Sydsvenskan. https://www.sydsvenskan.se/2020-03-07/fran-femina-till-filantropi-vi-gor-skillnad-pa-riktigt. Läst 24 november 2022.
39. ↑  ”Åsa Liliegren | Journalisten”. www.journalisten.se. https://www.journalisten.se/folk/pa-nya-jobb/asa-liliegren. Läst 24 november 2022.
40. ↑  ”Malin Roos Femina”. Aller Media. https://www.femina.se/vara-skribenter/malin_roos. Läst 2 juli 2025.
41. ↑  Gustafson, Klas (2014-01-10). Ett bluesliv: berättelsen om Cornelis Vreeswijk. Leopard Förlag. ISBN 9789173435208. https://books.google.se/books?id=-TabCwAAQBAJ&pg=PT334&lpg=PT334&dq=cornelis+femina&source=bl&ots=q1g0JYw4XO&sig=PjfcFdrygR9zQKX-P0PDhvsh7mY&hl=sv&sa=X&ved=0ahUKEwihmZPe84fQAhVmJpoKHaGDAAQ4ChDoAQglMAI#v=onepage&q=cornelis%20femina&f=false. Läst 1 november 2016
42. ↑  ”LIBRIS - I stället för vykort”. libris.kb.se. http://libris.kb.se/bib/11849091. Läst 1 november 2016.